# Orchestre national royal d'Écosse
L'Orchestre national royal d'Écosse (en anglais Royal Scottish National Orchestra - RSNO) est un orchestre symphonique écossais basé à Glasgow.

## Historique
Fondé en 1891 sous le nom de Scottish Orchestra, l'orchestre est devenue Scottish National Orchestra puis Royal Scottish Orchestra, avant d'acquérer son nom actuel en 1991. En fait, l'orchestre a reçu le patronage de la Reine en 1977 comme partie de son jubilé d'argent, mais n'utilise pas le terme Royal jusqu'à 1991.
À Glasgow, l'orchestre se produit et enregistre au Henry Wood Hall, ainsi qu'au Royal Concert Hall.
Les 89 professionnels qui composent l'orchestre se produisent également à Édimbourg, Aberdeen et Dundee.
L'orchestre est également accompagné du chœur amateur appelé RSNO chorus.
En 2017, Thomas Søndergård est nommé à la tête de l'orchestre à partir de septembre 2018. En 2021, son contrat comme directeur musical de la formation est prolongé jusqu'à l'automne 2024.

## Chefs principaux
- Thomas Søndergård (depuis 2018)
- Peter Oundjian (2012-2018)
- Stéphane Denève (2005-2012)
- Alexander Lazarev (1997–2005)
- Walter Weller (1991–1996)
- Bryden Thomson (1988–1990)
- Neeme Järvi (1984–1988)
- Alexander Gibson (1959–1984)
- Hans Swarowsky (1957–1959)
- Karl Rankl (1952–1957)
- Walter Susskind (1946–1952)

Orchestre d'Écosse (Scottish Orchestra)
- Warwick Braithwaite (1940-1946)
- George Szell (1937-1939)
- John Barbirolli (1933-1936)
- Vladimir Golschmann (1928-1930)
- Vaclav Talich (1926-1927)
- Landon Ronald (1916-1920)
- Emil Młynarski (1910-1916)
- Frederic Hymen Cowen (1900-1910)
- Wilhelm Bruch (1898-1900)
- Willem Kes (1895-1898)
- George Henschel (1893-1895)

## Discographie
Avec l'Écossais Alexander Gibson, l'orchestre a commencé à acquérir une renommée internationale grâce à des cycles consacrés aux compositeurs nordiques Jean Sibelius et Carl Nielsen. Neeme Järvi a continué cette tradition tout en inaugurant une intégrale des symphonies de Gustav Mahler et de Dmitri Chostakovitch. Bryden Thomson a enregistré, quant à lui, l'intégrale des Symphonies de Martinů.
Le cycle des symphonies d'Anton Bruckner réalisé par Georg Tintner a reçu un accueil critique très favorable.
L'intégrale des symphonies d'Albert Roussel par Stéphane Denève a elle aussi reçu un très bon accueil.